# Black River (Jamaïque)
Pour les articles homonymes, voir Black River.
Black River est une commune de Jamaïque, situé à l'embouchure de la rivière Black River, dont elle tire son nom. Black River est le chef-lieu de la Paroisse de Saint Elizabeth, dans le Comté de Cornwall, dans le sud-ouest de l'île.
Il s'agit d'une des plus anciennes villes de l'île, comme en témoigne sa présence de la carte de John Sellers en 1685. Elle connaît aujourd'hui un fort développement touristique.